# Torsten Holmgren

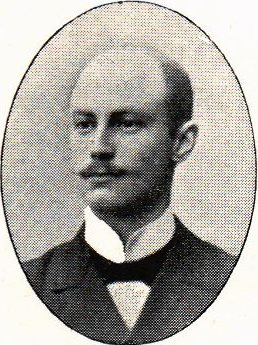
Torsten Holmgren.

Torsten Andreas Frithiofsson Holmgren, född 1 augusti 1874 i Tibble, Uppsala län, död 28 maj 1934, var en svensk elektroingenjör. Han var son till Frithiof Holmgren och bror till Israel Holmgren samt svärfar till Erik Rudberg.
Holmgren blev student vid Uppsala universitet 1891, utexaminerades från Tekniska högskolans elektrotekniska avdelning 1894, hade anställning hos Siemens & Halske i Berlin 1894-1897, var 1897-1899 föreståndare för Gävle elektricitetsverk och 1899-1901 chef för W. Wiklunds Verkstäders AB:s elektriska avdelning. 
Ar 1901 övertog Holmgren tillsammans med Carl Rossander den av Axel Estelle 1892 grundlagda Elektriska prövningsanstalten. "Elektriska prövningsanstalten, Holmgren & Rossander", med Holmgren som chef, utvecklandes hastigt till landets största konsultfirma för ingenjörer inom elektroteknikbranschen. 1907 tillträdde Holmgren tjänsten som elektroingenjör hos styrelsen för Trollhätte kanal- och vattenverk och var 1910-1915 överingenjör och chef för Trollhätte kraftverk, landets största och första statliga, som konstruerades och byggdes vad gäller den elektriska utrustningen och det första ledningsnätet med understationer helt under Holmgrens ledning. 1915 återinträdde Holmgren i den ovan nämnda firman som en av de ledande cheferna. Som Svenska brandtarifföreningens inspektör för elektriska anläggningar (1901-1906 och från 1916) arbetade han verksamt för effektiva anordningar till förhindrande av brandfara, bland annat genom artiklar i tidningar och i tidskriften "Brandskydd". Holmgren planlade ur elektrisk synpunkt bland annat Dejefors kraftverk, Sydsvenska Kraftaktiebolagets första kraftanläggningar vid Lagan, Aktiebolaget Bergslagens gemensamma kraftförvaltning samt Karlskrona, Örebro och Karlstads elektricitetsverk. 
Holmgrens konstruktioner för högspänningsledningar, för automatisk frånkoppling av felaktig del i högspänningsnät samt för elektrisk uppvärmning av isgrindar och valsdammar rönte även utomlands erkännande och tillämpning. 1921 tilldelade honom Ingenjörsvetenskapsakademien (varav han var ledamot sedan 1920) stipendium för utexperimentering av ett nytt elektriskt motståndsmaterial för höga temperaturer. 
Holmgren utexperimenterade även en ny elektrisk ugnstyp, användbar för känsliga kemiska reaktioner inom 600-1,200° Celsius, och arbetade på åstadkommande av elektriska ugnar för glas- och porslinsfabrikationen. Som sakkunnig anlitades han i flera kommittéer och officiella utredningar. Holmgren utgav bland annat Handbok för elektrotekniker (del II-IV, 1921-1922), Om revision af elektriska kristidsinstallationer, Utsikterna för ett ekonomiskt utnyttjande af vindkraften, A new electric resistance furnace with reaction-zone (1924).